# Aleuroclava porosus
Aleuroclava porosus là một loài côn trùng cánh nửa trong họ Aleyrodidae, phân họ Aleyrodinae.
Aleuroclava porosus được Priesner & Hosny miêu tả khoa học đầu tiên năm 1937.